# Mohammad Nassiri
Mohammad Nassiri Seresht (* 1. Oktober 1945 in Teheran; persisch محمد نصیری سرشت) ist ein ehemaliger iranischer Gewichtheber und Olympiasieger.

## Karriere
Mohammad Nassiri machte im Jahr 1964 erstmals auf sich aufmerksam, als er iranischer Meister im wurde. Ab diesem Zeitpunkt kümmerte sich der polnische Trainer Klemens Roguski, der damals im Iran wirkte, um ihn. Im Jahr 1965 nahm er erstmals an einer Weltmeisterschaft teil und belegte in Teheran den 4. Platz im Bantamgewicht (56 kg). Ein guter Einstieg in eine imponierende Laufbahn, die folgen und ihn zum mehrfachen Weltmeister und zum Olympiasieger machen sollte. Sein Meisterstück lieferte er dabei bei den Olympischen Sommerspielen 1968 in Mexiko-Stadt ab, als er nach dem Reißen mit 10 kg hinter dem Ungarn Imre Földi lag und diesen Rückstand mit einem neuen Weltrekord von 150 kg im Stoßen aufholte.
Im Jahr 1976 beendete Mohammad Nassiri seine Laufbahn nach dem Gewinn der Bronzemedaille bei den Olympischen Sommerspielen in Montreal.
Der iranische Ausnahmeathlet gewann jeweils eine Gold-, Silber- und Bronzemedaille bei den Olympischen Sommerspielen, und fünfmal Gold, einmal Silber und dreimal Bronze bei Weltmeisterschaften. Auf kontinentaler Ebene sicherte er sich einmal Silber und vier weitere Goldmedaillen. Mohammad Nassiri stellte während seiner erfolgreichen Karriere insgesamt 18 Weltrekorde auf. 1995 wurde er in die Hall of Fame der IWF aufgenommen.